# Sinplus
A Sinplus egy svájci–olasz együttes, akik Svájcot képviselték a 2012-es Eurovíziós Dalfesztiválon Bakuban. Az együttes tagjai a testvérpár Vox Ivan és Gabriel Broggini.
A két testvér már korán komoly érdeklődést mutatott zene iránt. Tizennégy évesen mindkettőjük zenekart alapított, de mindenesetre még nem együtt. A közös zenekar először csak inFinity néven volt ismert. Aztán az inFinityből lett időközben Sinplus. Egy nagy sikernek könyvelhető el, hogy sikerült a "Shoot" című dalukat a 2009-es jéghoki himnuszává tenni. A svájci közmédiát összetömörítő SF 2011. december 10-én rendezett nemzeti döntőjében az "Unbreakable" (magyarul: Összetörhetetlen) című dalukkal, a tizennégy fős mezőnyben győztek, így elnyerték a címet, hogy képviseljék Svájcot a 2012-es Eurovíziós Dalfesztiválon Azerbajdzsánban. Az elődöntőben a 11. helyen végeztek, így nem jutottak be a dalfesztivál döntőjébe.

## Diszkográfia

### Albumok
Are you Happy & Free? (2009)
- Happy & Free
- Mrs. Freak
- A posto così (az olasz verziója a Happy & Free-nek)
- Shoot

Disinformation (2012)
- Unbreakable (Eurovíziós-dal)
- There's Fire
- Do You Wanna Dance
- Whatever I've Missed It's Gone
- Get Off
- Disinformation
- The Only One
- Roll The Dice
- Scared
- You Got a Nomination
- Network Superstar
- Public Relations

Up To Me (2013)
- Phoenix From The Ashes

## Fordítás
- Ez a szócikk részben vagy egészben  a   Sinplus című angol Wikipédia-szócikk fordításán alapul.  Az eredeti cikk szerkesztőit annak laptörténete sorolja fel. Ez a jelzés csupán a megfogalmazás eredetét és a szerzői jogokat jelzi, nem szolgál a cikkben szereplő információk forrásmegjelöléseként.

## Lásd még
- 2012-es Eurovíziós Dalfesztivál
- Unbreakable
- Svájc az Eurovíziós Dalfesztiválokon

## Külső hivatkozások
- (angolul) Sinplus együttes hivatalos oldala
- (angolul) Sinplus együttes hivatalos Facebook-oldala